# Coming of age (genre)
Coming of age is een genre binnen literatuur en film dat zich richt op de psychologische en morele groei van de hoofdpersoon, vaak van jeugd tot volwassenheid. Een verwant literair begrip is bildungsroman.
De hoofdpersonen, meestal in de tienerjaren, komen meer over zichzelf en over de maatschappij te weten. Veel terugkerende thema's zijn (seksuele) identiteit en het ontwikkelen van een politieke opinie.
Een voorbeeld van dit genre is de film A Walk to Remember en de gelijknamige roman waarnaar de film gemaakt is. Voor de film Boyhood werd de kindacteur gefilmd over een periode van twaalf jaar.